# 洋館長屋
洋館長屋（ようかんながや）は兵庫県神戸市中央区の北野通りに面して建つ異人館。旧ボシー邸、仏蘭西館とも。重要伝統的建造物群保存地区「北野町山本通」を構成する洋館の一つで、「ひょうごの近代住宅100選」に選定される。

## 概要
1908年、旧居留地に外国人向けアパートとして建設され、後年北野町の北野通りに面した現在地に移築された。通りに面して左右対称の2棟が中央で連結し、連結部の階段の左右に入口が設けられている。その洋館として一風変わった外観が日本の長屋のようであることから、「洋館長屋」と呼ばれるようになった。現在、当初存在していた煙突は撤去され、窓の形式が引き違いに改められるなど、若干の変更が加えられている。
館内装飾は仏蘭西館の名の通りフランス色で統一され、アール・ヌーヴォーを代表する作家エミール・ガレやドーム兄弟らのガラスアートの佳作をはじめ、エコール・ド・パリのシャガールや藤田嗣治の絵画、ナポレオン時代のピアノや、草創期のヴィトンのトランクなどが展示されている。

## 利用情報
- 開館時間 - 9:00〜18:00（10月15日〜3月中旬は9:00〜17:00）
- 定休日 - 年中無休

## 交通アクセス
- 山陽新幹線 新神戸駅 徒歩10分
- JR 三ノ宮駅 徒歩15分
- 阪急 神戸三宮駅 徒歩15分
- 阪神 神戸三宮駅 徒歩15分
- 地下鉄
  - 西神・山手線 三宮駅 徒歩15分
  - 海岸線 三宮・花時計前駅 徒歩15分
- ポートライナー 三宮駅 徒歩15分

## 周辺情報
- ベンの家（東隣）
- 旧フデセック邸（英国館）（西隣）
- 旧ドレウェル邸（ラインの館）（向かい）
- 旧米国領事館官舎（神戸北野美術館）（向かい）
- 旧ヒルトン邸（斜め向かい）